# عسل‌خوار خاکسترگون
عسل‌خوار خاکسترگون یا میزوملای خاکسترگون (نام علمی: Myzomela cineracea) گونه‌ای از پرندگان تیرهٔ عسل‌خواران (Meliphagidae) است. در بریتانیای نو و جزیره آمبوی در پاپوآ گینه نو یافت می‌شود. در گذشته زیرگونه‌ای از عسل‌خوار گلویاقوتی در نظر گرفته می‌شد.